# Pismo uredniku (znanost)
Pismo uredniku (Brevia) u znanstvenom području, predstavlja oblik znanstvenog djela. Znanstveno je priopćenje koje je u novije vrijeme sve većeg značaja te ga neki časopisi izjednačuju i s izvornim znanstvenim radom. To je vrlo sažeti prikaz rezultata znanstvenog istraživanja. Oblikom naliči proširenom sažetku izvornog znanstvenog rada ograničenog obično na 500 riječi (primjerice, većina priloga prestižnog znanstvenog časopisa Nature značaja je pisama uredniku). Vjerojatno će se u budućnosti ograničenja duljine znanstvenih priopćenja sve više voditi primjeni pisma uredniku kao prevladavajućeg oblika pripćenja u znanosti.